# ニライカナイ (Coccoの曲)
「ニライカナイ」は、日本の歌手Coccoの16枚目のシングルである。2010年6月9日に発売。発売元はビクターエンタテインメント。

## 概要
- ニライカナイとは沖縄や奄美大島の各地において理想郷を意味する言葉である。
- 2006年に発売されたアルバム『ザンサイアン』以来、約4年ぶりに根岸孝旨が編曲を担当している。

## 収録曲
（全作詞・作曲：Cocco／編曲：根岸孝旨・Cocco）
1. ニライカナイ（5:09）
2. やぎの散歩（4:01）

## タイアップ
ニライカナイ
- テレビ東京系「JAPAN COUNTDOWN」2010年6月度エンディングテーマ
- TOKYO FM「Green Monday」2010年6・7月度テーマソング [1]

やぎの散歩
- シュガートレイン=東京テアトル配給映画「やぎの冒険」主題歌

## 収録アルバム
ニライカナイ
- オリジナル『エメラルド』　(2010年8月11日)
- ベスト『ザ・ベスト盤』　(2011年8月15日)

## テレビ出演
ニライカナイ
- 2010年6月11日　テレビ朝日系「ミュージックステーション」